# National Space Research and Development Agency
A National Space Research and Development Agency (NASRDA) é a agência espacial oficial da Nigéria.  